# 近藤成一
近藤 成一（こんどう しげかず、1955年9月 - ）は、日本の歴史学者、東京大学名誉教授。放送大学教授。専門は日本中世史。

## 略歴
東京都生まれ。1980年東京大学文学部国史学科卒、1982年同大学院人文科学研究科修士課程修了。東京大学史料編纂所助手、助教授を経て、2000年教授。2016年東京大学名誉教授、放送大学教授。2018年放送大学附属図書館長（2022年3月まで）。
2016年「鎌倉時代政治構造の研究」で東京大学より文学博士の学位を取得。

## 著書
- 『鎌倉時代政治構造の研究』校倉書房 2016
- 『シリーズ日本中世史2 鎌倉幕府と朝廷』岩波新書 2016
- 『執権 北条義時 危機を乗り越え武家政治の礎を築く』知的生きかた文庫 2021

### 共編
- 『日本の時代史 モンゴルの襲来』編 吉川弘文館 2003
- 『中世日本と西欧 多極と分権の時代』小路田泰直、ローベルト・ホレス、デトレフ・タランチェフスキ共編 吉川弘文館 2009
- 『朝河貫一と日欧中世史研究』海老澤衷、甚野尚志共編 吉川弘文館 2017
- 『日本の古代中世』佐藤信共編著 放送大学教育振興会 2017
- 『朝河貫一と人文学の形成』海老澤衷、甚野尚志共編 吉川弘文館 2019
- 『日本史史料を読む (放送大学大学院教材)』杉森哲也共編著 放送大学教育振興会 2021
- 『古代中世の日本』坂上康俊共編著 放送大学教育振興会 2023